# Prefeitura pretoriana da África
A Prefeitura pretoriana da África foi uma grande subdivisão do Império Romano do Oriente, fundada após a reconquista da região noroeste da África das mãos dos vândalos em 533-534 pelo imperador Justiniano I. Ela continuou a existir até o final da década de 580, quando foi substituída pelo Exarcado da África.

## História

### Fundação
Em 533, o exército romano liderado por Belisário derrotou o Reino Vândalo que se estabelecera nos antigos territórios romanos no norte da África. Imediatamente depois da vitória, em abril de 534, o imperador Justiniano outorgou uma lei sobre a organização administrativa dos territórios recém-conquistados. As antigas províncias da diocese romana da África foram, em grande parte, preservadas pelos vândalos, mas extensos territórios, incluindo quase toda a Mauritânia Tingitana, a maior parte da Mauritânia Cesariense e da Mauritânia Sitifense, além de grandes extensões do interior da Numídia e Bizacena, se perderam para as cada vez mais próximas tribos berberes, chamadas coletivamente de mauros (mauri). Mesmo assim, Justiniano restaurou as antigas subdivisões administrativas e elevou o governador geral de Cartago à posição suprema de prefeito pretoriano, encerrando assim a tradicional subordinação administrativa da Diocese da África à Prefeitura da Itália (que estava, na época, sob controle dos ostrogodos). Sete províncias - sete delas consulares e três presidentes - foram criadas:
| “ | A partir da já mencionada cidade [Cartago], com a ajuda de Deus, sete províncias com seus próprios juízes devem ser controladas, das quais Tingi, Cartago, Bizácio e Trípoli, anteriormente sob a jurisdição de procônsules, deverão ter governantes consulares (consularis); enquanto que as outras, nomeadamente, Numídia, Mauritânia e Sardenha deverão, com a ajuda de Deus, se sujeitar a presidente. | ” |
|   | — Código de Justiniano, I.XXVII. |   |

Deve-se assumir que Mauritânia Tingitana, tradicionalmente parte da Diocese da Hispânia (na época sob o controle dos visigodos), foi temporariamente extinta enquanto província separada no esquema de Justiniano e fundida com a Mauritânia Cesariense para formar a província governada a partir de Tingi, e que "Mauritânia" se refere a Mauritânia Sitifense. É importante também notar que a Sardenha foi formalmente retirada do controle italiano e anexada pela África.
A intenção de Justiniano era, nas palavras do historiador J.B. Bury, "eliminar todos os resquícios da conquista vândala, como se ela jamais tivesse ocorrido". As igrejas foram devolvidas ao clero calcedoniano e os arianos que restaram sofreram perseguições. Até mesmo a propriedade das terras foi restaurada à situação anterior à conquista vândala, ainda que a falta de escrituras de posse válidas após mais de 100 anos de controle vândalo tenham provocado um caos administrativo e jurídico.
A administração militar era liderada pelo novo posto de mestre dos soldados da África (magister militum Africae), com um mestre de infantaria (magister peditum) subordinado e quatro comandos de fronteira regionais (Léptis Magna para Tripolitânia, Capsa ou Telepte para Bizacena, Cirta para Numídia e Cesareia para Mauritânia) sob duques. Esta nova organização foi se estabelecendo gradualmente conformo os romanos iam afastando os mauros e reconquistando os territórios.

### As guerras mouras

Império Bizantino sob o imperador Justiniano, c. 565

Quando os romanos desembarcaram na África, os mouros permaneceram neutros, mas, após as rápidas vitórias romanas, a maior parte das tribos se bandeou para o lado romano. As mais importantes delas eram a dos leuatas, em Tripolitânia, e dos freixos em Bizacena. Estes e seus aliados eram liderados por Antalas, enquanto que as outras tribos da região seguiam Cusina. Os aurásios (tribos dos montes Orés) na Numídia eram liderados por Jaudas e os mouros mauritanos eram liderados por Mastigas e Masuna.

#### A primeira revolta moura
Depois que Belisário voltou para Constantinopla, ele foi sucedido na posição de mestre dos soldados da África por seu doméstico (principal assessor), o eunuco Salomão de Dara. As tribos dos mauros que viviam em Bizacena e na Numídia quase que imediatamente se rebelaram e Salomão marchou com suas forças, que incluíam tribos mouras aliadas, contra eles. A situação era tão crítica que Salomão também foi encarregado da autoridade civil, substituindo o primeiro prefeito, Arquelau, no outono de 534. Salomão conseguiu derrotar os mauros de Bizacena em Mama e, novamente, desta vez decisivamente, na Batalha de Burgaão no início de 535. No verão, ele iniciou a campanha contra Iabdas e os aurásios, que estavam devastando a Numídia, mas não teve sucesso. Salomão então começou a erigir fortalezas ao longo das fronteiras e das principais estradas, esperando assim conter raides mouros.

#### Motim militar
Na Páscoa de 536, porém, uma revolta militar em larga escala irrompeu, provocada pela insatisfação dos soldados com Salomão. Ele, juntamente com Procópio, que era seu secretário, conseguiram escapar para a Sicília, que havia sido recém-conquistada por Belisário. Os tenentes de Salomão, Martinho e Teodoro, ficaram para trás, o primeiro tentando alcançar as tropas na Numídia enquanto os segundo lutava para manter Cartago. Ao saber do motim, Belisário, com Salomão e 100 homens de confiança, zarparam para a África. Cartago estava sob o cerco de 9 000 rebeldes, incluindo muitos vândalos liderados por um tal Estútias. Teodoro já pensava em se render quando eles apareceram. As novas sobre a chegada do famoso general foram suficientes para que os rebeldes levantassem o certo e recuassem para o oeste. Belisário, apesar de ter conseguido juntar apenas dois mil homens, imediatamente os perseguiu e conseguiu tomar-lhes de surpresa, derrotando as forças rebeldes em Membresa. O grosso dos rebeldes, porém, conseguiu fugir e continuou a marchar em direção da Numídia, onde se juntou às tropas locais. O próprio Belisário foi forçado a fugir para a Itália e Justiniano nomeou seu primo, Germano como mestre dos soldados para lidar com a crise.
Germano conseguiu convencer muitos dos rebeldes a se juntarem a ele por sua postura conciliatória e pagando os débitos vencidos. Eventualmente, na primavera de 537, os dois exércitos se enfrentaram em Escadas Ancestrais, o que resultou numa dura vitória para Germano. Estútias fugiu para os seus na Mauritânia e Germano passou os dois anos seguintes restabelecendo a disciplina no exército. Finalmente, Justiniano julgou que a situação estava estável o suficiente e, em 539, Germano foi substituído por Salomão. Ele continuou o trabalho de Germano limpando o exército de todos sobre os quais pairassem quaisquer dúvidas e reforçando as fortalezas. Esta organização cuidadosa permitiu-lhe atacar com sucesso os aurásios, expulsando-os de seus fortes nas montanhas e estabelecer firmemente o jugo romano na Numídia e na Mauritânia Sitifense.

#### Segunda revolta moura e a revolta de Guntárico

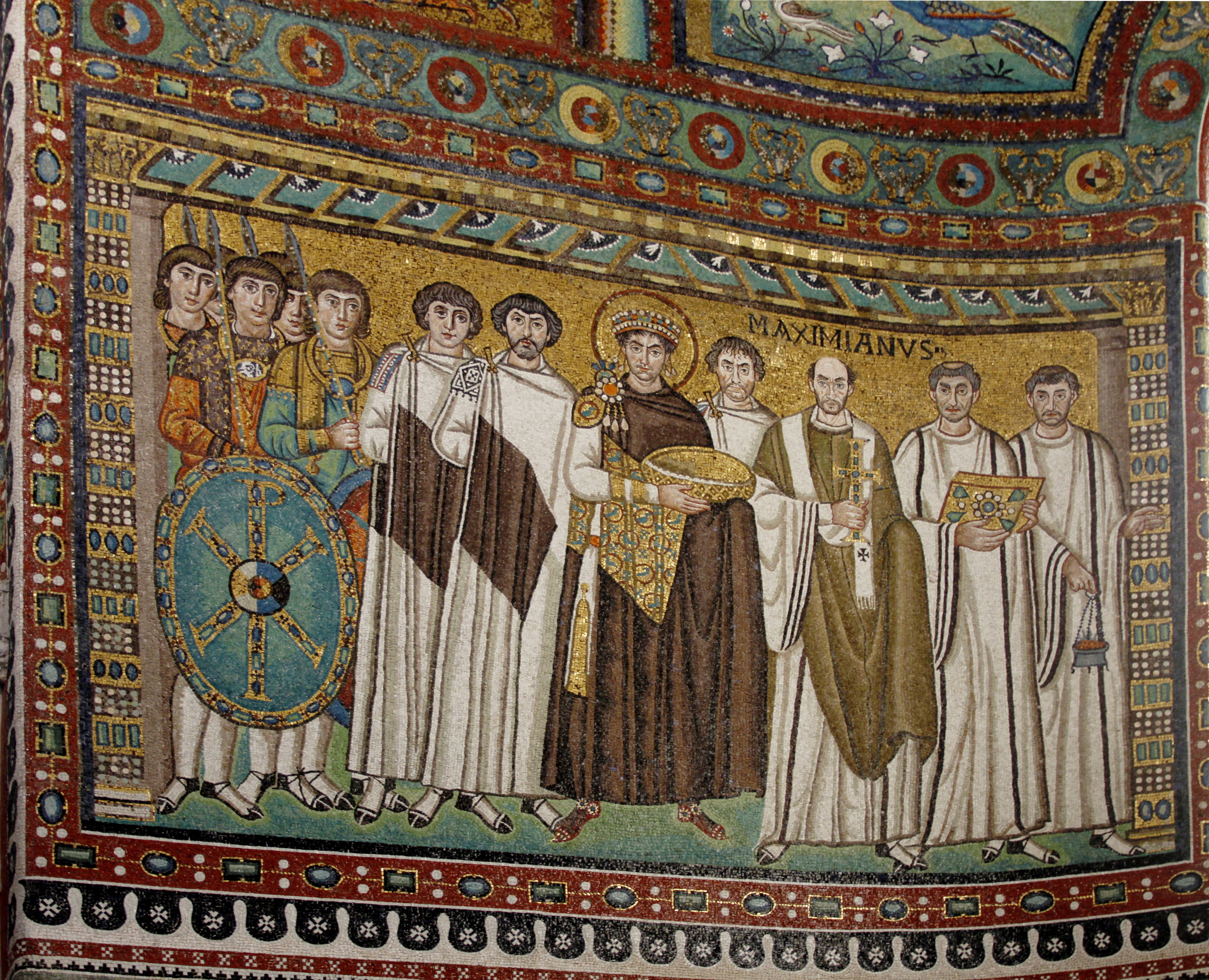
Justiniano I e seus oficiais. Belisário pode ser o homem barbado à sua direita.
c. 547. Mosaico bizantino na Basílica de São Vital em Ravena.

A África desfrutou de paz e prosperidade por alguns anos até a chegada da grande praga de 542, que provocou um grande sofrimento na população da província. Ao mesmo tempo, o comportamento arrogante de alguns governadores romanos alienou alguns líderes dos mouros, como Antalas em Bizacena, e levou-os a se revoltar e a atacar o território romano. Numa batalha em Cílio contra os mouros, por volta de 544, os romanos foram derrotados e o próprio Salomão foi morto. Ele foi sucedido por seu sobrinho, Sérgio, que, como duque da Tripolitânia, havia sido um dos principais responsáveis pela revolta. Sérgio era impopular e dispunha de limitadas habilidades, ao passo que os mouros, agora reunidos ao renegado Estútias, se juntaram sob a liderança de Antalas. Os mouros, com a ajuda de Estútias, conseguiram invadir e saquear a cidade de Hadrumeto através de uma artimanha. Um sacerdote chamado Paulo conseguiu recuperar a cidade com uma pequena força sem a ajuda de Sérgio, que se recusou a marchar contra os mouros. Apesar deste revés, os rebeldes continuavam a vagar pelas províncias à vontade, obrigando a população rural a fugir para as cidades fortificadas e para a Sicília.
Justiniano então enviou Areobindo, um senador e marido de sua sobrinha Prejecta, mas que, para além disso, não tinha distinção nenhuma, com uns poucos homens para a África, não para substituir Sérgio, mas para dividir com ele o comando. Sérgio foi encarregado da guerra na Numídia, enquanto que Areobindo tentou subjugar Bizacena. Areobindo enviou um força sob o comando do habilidoso general João contra Antalas e Estútias, mas, como Sérgio não veio ajudá-lo como havia sido ordenado, os romanos foram derrotados em Trácia, mas não antes de João ter ferido mortalmente Estútias em um combate singular. Os efeitos deste desastre ao menos forçaram Justiniano a convocar Sérgio e restaurar a unidade de comando sob Areobindo. Logo depois, em março de 546, Areobindo foi derrubado e morto por Guntárico, o duque da Numídia (dux Numidiae), que havia negociado com os mouros e pretendia se posicionar como um rei independente na região. O próprio Guntárico foi derrubado por tropas legalistas sob o armênio Artabanes no início de maio. Artabanes foi então elevado à posição de mestre dos soldados da África, mas logo foi reconvocado a Constantinopla.
O homem que Justiniano enviou para substituí-lo foi o talentoso general João Troglita, cujos feitos foram celebrados no poema épico João, escrito por Flávio Crescônio Coripo. Troglita já havia servido na região sob Belisário e Salomão e já tinha uma carreira de sucesso no oriente, onde fora nomeado duque da Mesopotâmia (dux Mesopotamiae). Apesar de suas forças serem numericamente inferiores, ele conseguiu vencer diversas tribos mouras e, no início de 547, derrotou decisivamente Antalas e seus aliados, expulsando-os de Bizacena. Como relembra Procópio:
| “ | E este João, imediatamente após ter chegado na Líbia, combateu com Antalas e os mouros em Bizácio e, conquistando-os no campo de batalha, assassinou vários; ele arrancou destes bárbaros todos os estandartes de Salomão e os enviou ao imperador - estandartes que eles haviam conseguido saquear quando Salomão foi levado deste mundo. | ” |
|   | — Procópio, De Bello Vandalico II.XXVIII. |   |

Uns meses depois, porém, a tribo dos leuatas, na Tripolitânia, se revoltou e infligiu uma dura derrota às forças imperiais na planície de Gálica. Os leuatas receberam o apoio de Antalas e os mouros novamente vagavam livremente, chegando até Cartago. No início do ano seguinte, João juntou suas forças e, juntamente com diversas tribos mouras aliadas, incluindo o antigo rebelde Cusina, derrotou decisivamente os mouros na Batalha dos Campos de Catão, matando dezessete de seus líderes e encerrando de vez a revolta que já atormentava a África por quinze anos.

### Paz restaurada
Nas décadas seguintes, a África permaneceu em tranquilidade, o que permitiu que a região se recuperasse. A paz não teria durado tanto se Troglita não tivesse percebido que a expulsão dos mauros do interior das províncias e a completa restauração das antigas fronteiras eram tarefas impossíveis. Ao invés disso, ele optou pela acomodação com os mouros, prometendo-lhes autonomia em troca de lealdade, tornando-os federados imperiais. A lealdade destes príncipes dependentes das várias tribos mouras foi assegurada através do pagamento de pensões anuais e de presentes. A paz também foi mantida através de uma poderosa rede de fortificações, muitas das quais ainda existem hoje em dia.
A única interrupção na tranquilidade da província foi uma breve revolta moura em 563. Ela foi provocada pelo assassinato injustificado do idoso líder tribal Cusina quando ele veio à Cartago para receber sua pensão anual por João Rogatino. Seus filhos e dependentes se revoltaram até que uma força expedicionária, sob o tribuno Marciano, sobrinho do imperador, conseguiu restaurar a paz.
Durante o reinado de Justino II (r. 565–578), a região foi tratada com todo cuidado. Sob o prefeito Tomás (565–570), a rede de fortalezas foi novamente reforçada e expandida, a administração foi reformada e descentralizada enquanto que um vitorioso esforço proselitista converteu os garamantes de Fezã e os getulos, que viviam ao sul de Mauritânia Cesariense. Ao mesmo tempo, a África se tornou uma das reuniões mais tranquilas do Império que, por sua vez, sofria ataques de todos os lados, o que permitiu que tropas da região fossem transferidas para o oriente

### Conflito com o reino mouro de Garmul

Reino romano-mouro de Garmul no norte da África, à esquerda.

Em Mauritânia, entre o entreposto romano de Septo e a província de Cesariense, vários pequenos reinos mouros, que também governavam sobre populações urbanas romanizadas, foram fundados desde a chegada dos vândalos. Pouca informação existe sobre eles, mas eles jamais foram subjugados pelos vândalos e reivindicava continuidade desde o Império Romano, seus líderes auto-proclamando títulos como imperator, como o chefe Masties em Arris (nos Orés) no final do século V, ou, no caso do rei Masuna de Altava (atual Ouled Mimoun, a noroeste da Argélia), "rei dos mouros e romanos" (rex gentium Maurorum et Romanorum) no início do século VI.
Quando Belisário derrotou os vândalos, os reis mouro-romanos aparentemente reconheceram a suserania romana (ao menos nominalmente), mas logo, aproveitando-se das revoltas mouras, renegaram-na. No final da década de 560, o rei mouro Garmul (provavelmente o sucessor do já mencionado Masuna de Altava) lançou uma série de raides em território romano e, embora tenha falhado em capturar qualquer cidade importante, três generais foram mortos em sucessão pelas forças de Garmul segundo João de Biclaro: o prefeito pretoriano Teodoro e o mestre dos soldados Teoctisto em 570 e o sucessor deste, Amabilis, no ano seguinte. Suas atividades, especialmente quando consideradas em conjunto com os ataques visigodos na Espânia, se mostraram uma ameaça real às autoridades provinciais. Garmul não era o líder de meras tribos semi-nômades, mas de um completamente formado reino bárbaro, com um exército profissional. Assim, o novo imperador, Tibério II (r. 574–582), renomeou Tomás como prefeito pretoriano e o hábil general Genádio como mestre dos soldados com o objetivo de reduzir o poder do reino de Garmul. Os preparativos foram longos e cuidadosos, mas a campanha em si, iniciada em 577-578, foi breve e eficaz, com Genádio se utilizado de táticas intimidatórias contra os súditos de Garmul. O rei bárbaro foi derrotado e morto em 579 e o corredor costeiro entre Tingitana e Cesariense assegurado.

### Fundação do Exarcado
Genádio permaneceu na África como mestre dos soldados por um longo tempo (até o início da década de 590) e foi ele quem se tornou o primeiro exarca da África quando o imperador Maurício (r. 582–602) fundou o exarcado no final da década de 580, unindo as autoridades civil e militar em suas mãos. O exarcado se estendia por todo o norte da África, pelas possessões imperiais na Espanha, as ilhas Baleares, Sardenha e Córsega. Ele prosperou enormemente e, sob Heráclio (r. 610–641), as forças africanas conseguiram derrubar o tirano Focas em 610. O exarcado era praticamente uma entidade autônoma a partir de 640 e sobreviveu até a queda de Cartago para os omíadas em 698.